# 陪塚
陪塚（ばいちょう・ばいづか、陪冢とも）は、日本の古墳時代に築造された古墳の様式。
大型の古墳とともに古墳群をなす小型の古墳であり、なおかつ大型の古墳と同一の時代に、その周囲に計画的に付随するように築造されたとみなされるものを指す。中心となる大型の古墳に埋葬された首長の親族、臣下を埋葬するもののほか、大型の古墳の埋葬者のための副葬品を埋納するために築造されたものもあると考えられている。